# هرم G1-b

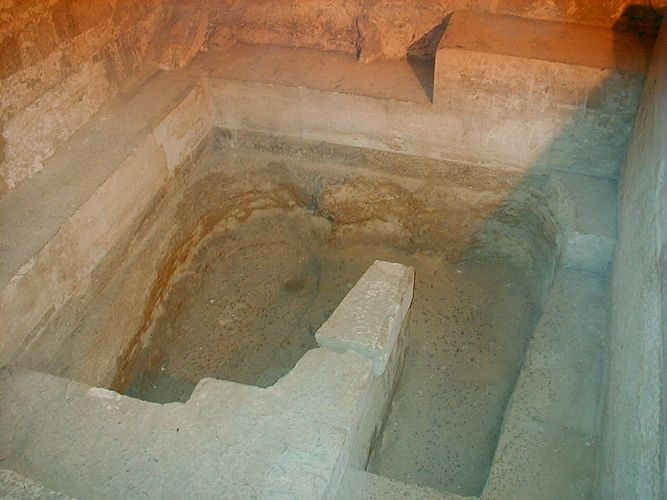
كهف الهرم G1-b

هرم G1-b هو أحد الأهرامات الفرعية لحقل الجيزة الشرقي في مقبرة الجيزة مباشرة إلى الجانب الشرقي من الهرم الأكبر بالجيزة، الذي بني خلال الأسرة الرابعة في مصر. وهي مركز الأهرامات الثلاثة للملكات، وتقع على بعد عشرة أمتار جنوب الهرم G1-a. يبلغ ارتفاع قاعدتها 50 مترا وارتفاعها الأصلي 30 مترا. ينسبها عالما المصريات مارك لينر وراينر ستاديلمان إلى الملكة الاستحقاق الأولى. لكن زاهي حواس ينسبها للملكة نوبة التي أنجبت جدفري. إنه أحد أهرامات الملكة بالقرب من الهرم خوفو جنبًا إلى جنب مع هرمي الملكة الآخرين الهرم G1-a والهرم G1-c جنبًا إلى جنب مع هرم آخر أصغر، وليس هرم الملكة، يسمى الهرم G1-d 